# نقص الجالاكتوكيناز
الجالاكتوزيميا في الدم مرض نادر، لكن يمكن التنبؤ به من خلال الفحص الجيني. إذا كنت حاملاً أو تخططين للحمل، يمكن أن يخبرك اختبار ما قبل الولادة ما إذا كنت أنت أو شريكك يحملان الجينات المشاركة في الجالاكتوز في الدم. تبلغ فرصة نقله إلى طفلك 25٪ إذا كان لديكما الجين. المعرفة قوة ويمكن أن تساعدك على التخطيط وفقًا لذلك لمنع أكثر مضاعفات المرض خطورة.
إذا تلقى طفلك حديث الولادة هذا التشخيص مؤخرًا، فربما تعالجين العديد من المشاعر، بما في ذلك الصدمة والارتباك. غالبًا ما يكون الجالاكتوز في الدم مفاجأة، خاصةً عندما لا يكون لديك تاريخ عائلي معروف للإصابة بالمرض. معرفة الحالة منخفضة نسبيًا حتى بين مقدمي الرعاية الصحية ، ويرجع ذلك جزئيًا إلى ندرة حدوثها. ولكن مع التشخيص المبكر ، تم بالفعل تجنب أسوأ آثار الجالاكتوز في الدم.
مع اتباع نظام غذائي مناسب ، من المرجح أن يعيش طفلك حياة طبيعية نسبيًا. قد تحدث بعض العقبات التنموية التي تتطلب علاجًا إضافيًا. هذه هي أنواع التحديات التي لا يمكن التنبؤ بها والتي يمكن أن يواجهها الآباء لأسباب عديدة مختلفة في رحلة الأبوة. مع وجود حالة معروفة ، لديك ميزة توقع هذه التحديات ، مما يسمح لك بالتعرف عليها والتدخل في وقت مبكر لتحقيق نتائج أفضل.
أسماء أخرى لمرض جالاكوزيميا:
   ارتفاعالجالاكتوز في الدم
   نقص Epimerase الجالاكتوزيميا
   مرض نقص الجالاكتوكيناز
   نقص الجالاكتوز إبيميراز
   مرض نقص الجالاكتوز -1 فوسفات يوريديل ترانسفيراز
   نقص غيل
   نقص GALK
   نقص GALT
   مرض نقص UDP-galactose-4-epimerase
   عوز UTP hexose-1-phosphate uridylyltransferase

## وصف المرض
الجالاكتوز في الدم هو اضطراب يؤثر على كيفية معالجة الجسم لسكر بسيط يسمى الجلاكتوز. توجد كمية صغيرة من الجالاكتوز في العديد من الأطعمة. وهو في الأساس جزء من سكر أكبر يسمى اللاكتوز، وهو موجود في جميع منتجات الألبان والعديد من تركيبات الأطفال. تنجم علامات وأعراض الجالاكتوز في الدم عن عدم القدرة على استخدام الجالاكتوز لإنتاج الطاقة.
حدد الباحثون عدة أنواع من الجالاكتوز في الدم. كل هذه الحالات ناتجة عن طفرات في جين معين وتؤثر على الإنزيمات المختلفة المشاركة في تكسير الجالاكتوز.
الجالاكتوز في الدم الكلاسيكي، المعروف أيضًا بالنوع الأول، هو الشكل الأكثر شيوعًا والأكثر خطورة للحالة. إذا لم يتم علاج الأطفال المصابين بالجالاكتوز في الدم الكلاسيكي على الفور بنظام غذائي منخفض الجالاكتوز ، تظهر المضاعفات التي تهدد الحياة في غضون أيام قليلة بعد الولادة. يصاب الأطفال المصابون عادة بصعوبات في التغذية ونقص في الطاقة (خمول) وفشل في زيادة الوزن والنمو كما هو متوقع (فشل النمو) واصفرار الجلد وبياض العينين (اليرقان) وتلف الكبد ونزيف غير طبيعي. يمكن أن تشمل المضاعفات الخطيرة الأخرى لهذه الحالة الالتهابات البكتيرية الشديدة ( تعفن الدم ) والصدمة. يتعرض الأطفال المصابون أيضًا لخطر متزايد من تأخر النمو وتعتيم عدسة العين (إعتام عدسة العين) وصعوبات النطق والإعاقة الذهنية. قد تصاب الإناث المصابات بالجالاكتوز في الدم الكلاسيكي بمشاكل إنجابية ناجمة عن فقدان مبكر لوظيفة المبايض (قصور المبايض المبكر).
يتسبب الجالاكتوز في الدم من النوع الثاني (يُسمى أيضًا نقص الجالاكتوكيناز) والنوع الثالث (يُسمى أيضًا نقص الجالاكتوز إبيميريز) في أنماط مختلفة من العلامات والأعراض. يسبب الجالاكتوز في الدم من النوع الثاني مشاكل طبية أقل من النوع التقليدي. يصاب الأطفال المصابون بإعتام عدسة العين ولكنهم يواجهون القليل من المضاعفات طويلة الأمد. تختلف علامات وأعراض الجالاكتوز في الدم من النوع الثالث من خفيفة إلى شديدة ويمكن أن تشمل إعتام عدسة العين وتأخر النمو والتطور والإعاقة الذهنية وأمراض الكبد ومشاكل الكلى.

## تكرار المرض
يحدث الجالاكتوز في الدم الكلاسيكي في 1 من كل 30000 إلى 60.000 مولود جديد. الجالاكتوز في الدم من النوع الثاني والنوع الثالث أقل شيوعًا ؛ من المحتمل أن يؤثر النوع الثاني على أقل من 1 من كل 100000 من الأطفال حديثي الولادة ويبدو أن النوع الثالث نادر جدًا.

## الأسباب
الطفرات في جينات GALT و GALK1 و GALE تسبب الجالاكتوز في الدم. توفر هذه الجينات تعليمات لصنع الإنزيمات الضرورية لمعالجة الجالاكتوز الذي يتم الحصول عليه من النظام الغذائي. تعمل هذه الإنزيمات على تفكيك الجالاكتوز إلى سكر بسيط آخر وجلوكوز وجزيئات أخرى يمكن للجسم تخزينها أو استخدامها للحصول على الطاقة.
تسبب الطفرات في جين GALT الجالاكتوز في الدم الكلاسيكي (النوع الأول). معظم هذه التغييرات الجينية تقضي تمامًا تقريبًا على نشاط الإنزيم المنتج من جين GALT ، مما يمنع المعالجة الطبيعية للجالاكتوز وينتج عنه علامات وأعراض هذا الاضطراب التي تهدد الحياة. طفرة جينية أخرى من GALT ، تُعرف باسم متغير دوارتي ، تقلل من نشاط الإنزيم ولكنها لا تقضي عليه. يميل الأشخاص الذين يعانون من متغير دوارتي إلى امتلاك سمات أخف بكثير من الجالاكتوز في الدم.
ينتج الجالاكتوز في الدم من النوع الثاني عن طفرات في جين GALK1 ، بينما الطفرات في جين GALE تكمن وراء الجالاكتوز في الدم من النوع الثالث. مثل الإنزيم المنتج من جين GALT ، تلعب الإنزيمات المصنوعة من جينات GALK1 و GALE دورًا مهمًا في معالجة الجالاكتوز. يسمح النقص في أي من هذه الإنزيمات الحرجة بتراكم الجالاكتوز والمركبات ذات الصلة إلى مستويات سامة في الجسم. يؤدي تراكم هذه المواد إلى إتلاف الأنسجة والأعضاء ، مما يؤدي إلى السمات المميزة للجالاكتوز في الدم.

## الوراثة
يتم توريث هذه الحالة في نمط وراثي جسمي متنحي ، مما يعني أن كلا نسختي الجين في كل خلية بها طفرات. يحمل كل من والدي الفرد المصاب بحالة جسمية متنحية نسخة واحدة من الجين المتحور ، لكنهم لا يظهرون عادةً علامات وأعراض الحالة.
Galactosemia - About the Disease - Genetic and Rare Diseases Information Center
ما هي الأنواع المختلفة من الجالاكتوزيميا في الدم؟
النوع الأول (كلاسيكي)
النسخة الكلاسيكية من الجالاكتوزيميا في الدم ، والتي تسمى أيضًا النوع الأول ، هي الأكثر شيوعًا والأكثر شدة أيضًا. النوع الأول ناتج عن طفرة في جين GALT . هذا الجين مسؤول عن صنع الإنزيمات التي تكسر الجالاكتوز إلى جلوكوز وجزيئات أخرى يمكن لجسمك استخدامها للطاقة. إن طفرة الجينات من النوع الأول تقضي بشكل أساسي على نشاط الإنزيم هذا ، مما يجعل جسمك غير قادر على معالجة الجالاكتوز على الإطلاق. هذا يتسبب في تراكم الجالاكتوز بسرعة في جسمك.
النوع الثاني (نقص الجالاكتوكيناز)
تسبب طفرة في جين GALK1 متغير النوع الثاني. يصنع هذا الجين الإنزيمات التي تلعب دورًا داعمًا في استقلاب الجالاكتوز. النوع الثاني يسبب مشاكل طبية أقل من النوع الكلاسيكي. يتمثل الخطر الأساسي من النوع الثاني في احتمال إصابتك بإعتام عدسة العين.
النوع الثالث (عوز جالاكتوز إبيميراز)
ينتج جين GALE ، الذي ينتج إنزيمات تلعب أيضًا دورًا داعمًا في استقلاب الجالاكتوز ، النوع الثالث من الجالاكتوز في الدم. أي نقص في هذه الإنزيمات المهمة سيؤدي في النهاية إلى تراكم الجالاكتوز في جسمك. يمكن أن يظهر النوع الثالث بأعراض خفيفة أو شديدة. يمكن أن تؤدي النسخة الأكثر شدة إلى العديد من المضاعفات الأكثر خطورة للجالاكتوز في الدم الكلاسيكي ، بما في ذلك إعتام عدسة العين وتأخر النمو والإعاقات الذهنية وأمراض الكبد ومشاكل الكلى.
دوارتي جالاكتوزيميا
تحدث الجالاكتوزيميا في الدم لدوارت بسبب الطفرات في جين GALT ، وهو نفس الجين الذي يسبب الجالاكتوز في الدم الكلاسيكي. إنها ببساطة طفرة أقل خطورة. إنه يقلل ولكن لا يلغي وظيفة الإنزيم الأساسية المسؤولة عن استقلاب الجالاكتوز. قد يعاني الأشخاص المصابون بدوارتي جالاكتوزيميا من بعض الصعوبات الهضمية من الأطعمة التي تحتوي على الجالاكتوز ، لكن ليس لديهم نفس المضاعفات الطبية. لا يتعين عليهم بالضرورة تجنب الجالاكتوز في نظامهم الغذائي.

## التشخيص والاختبارات
يُعد إجراءً قياسيًا في الولايات المتحدة لفحص الأطفال حديثي الولادة بحثًا عن قائمة الاضطرابات - بما في ذلك الجالاكتوز في الدم الكلاسيكي - التي يمكن أن تسبب ضررًا كبيرًا قبل ظهور الأعراض. (يسمى هذا أحيانًا اختبار بيلة الفينيل كيتون ، والذي يشير إلى بيلة الفينيل كيتون ، وهي حالة أخرى يمكن أن يكتشفها هذا الاختبار.) يتم الفحص عن طريق وخز كعب طفلك وسحب القليل من الدم ، عادةً بعد حوالي 24 ساعة من ولادته. إذا كان طفلك يعاني من الجالاكتوز في الدم ، فسيظهر فحص الدم انخفاضًا في نشاط إنزيم GALT في دمه. سيقوم فريق الرعاية الصحية الخاص بك بمتابعة هذه النتائج من خلال الاختبارات الجينية لتحديد نوع الجالاكتوز في الدم الذي يعاني منه طفلك.

## العلاج
الطريقة الوحيدة المعروفة لعلاج الجالاكتوزيميا في الدم هي التخلص من الجالاكتوز من نظامك الغذائي. الجالاكتوز هو أحد مكونات اللاكتوز ، لذلك هذا يعني عادة تجنب منتجات الألبان. يمكن للأطفال حديثي الولادة الحصول على تركيبة تحتوي على فول الصويا أو تركيبة أساسية. قد يحتاج الأطفال والبالغون إلى تكملة مدخولهم من الكالسيوم وفيتامين د لتعويض نقص منتجات الألبان في نظامهم الغذائي. تساعد مكملات الكالسيوم وفيتامين د في الحفاظ على كثافة العظام.
ما العلاج الذي سيحتاجه طفلي للآثار الجانبية طويلة المدى للجالاكتوزيميا في الدم؟
قد يحتاج بعض الأطفال إلى دعم إضافي في التعلم والتطوير أثناء نموهم. قد يشمل ذلك:
   علاج النطق .
   علاج بالممارسة.
   العلاج السلوكي.
   خطط التعلم المستهدفة.
قد يحتاج المراهقون إلى علاج هرموني للحث على البلوغ والحيض .
هل يمكن منع مرض الجالاكتوزيميا في الدم؟
لا يمكنك التحكم فيما إذا كنت أنت أو طفلك يرثان هذه الحالة. ولكن يمكنك أنت وشريكك الخضوع للاختبار الجيني لمتغير الجين قبل إنجاب أطفال بيولوجيين. يمكنك أن تكون حاملًا دون أن يكون لديك الجالاكتوز في الدم بنفسك. إذا كنت تعلم مسبقًا أنك حامل للجين ، فيمكنك التخطيط لاحتمالية نقله إلى أطفالك. يمكن أن تساعدك الاستشارة الوراثية على فهم ما قد يعنيه هذا لعائلتك الجينية. الاكتشاف المبكر هو أفضل طريقة لتقليل المضاعفات الناتجة عن هذه الحالة.
ما هو متوسط العمر المتوقع لشخص مصاب بالجالاكتوزيميا في الدم؟
مع التشخيص المبكر واتباع نظام غذائي خالٍ من الجالاكتوز ، يكون متوسط العمر المتوقع طبيعيًا. ومع ذلك ، إذا حدث تلف دائم في الأعضاء أثناء فترة حديثي الولادة ، فسيؤثر ذلك على توقعاتك الصحية على المدى الطويل.
كيف يعتني البالغون المصابون بالجالاكتوزيميا في الدم بأنفسهم؟
مفتاح الصحة لأي شخص يعيش مع الجالاكتوز في الدم هو الحفاظ على نظام غذائي خالٍ من الجالاكتوز. يتطلب ذلك الانضباط ، ويستفيد العديد من البالغين من الانضمام إلى المجتمعات حيث يمكنهم مناقشة ومشاركة الوصفات. يقدر الكثيرون أيضًا الدعم الاجتماعي ، خاصةً إذا استمروا في تجربة الأعراض طويلة المدى.
قد يرى البالغون المصابون بالجالاكتوز في الدم مقدم الرعاية الصحية المنتظم الخاص بهم في كثير من الأحيان ويأخذون تقييمات دورية للتحقق من علامات المرض وأعراضه. قد تشمل هذه:
   اختبار العين لإعتام عدسة العين .
   التقييمات العصبية للوظيفة التنفيذية ، واضطراب نقص الانتباه مع فرط النشاط (ADHD) ، والرعشة أو الرنح.
   فحوصات كثافة العظام لنقص الكالسيوم والمعادن.
   اختبار الهرمونات للأشخاص المخصصين للإناث عند الولادة.
1. ↑  مذكور في: أنطولوجية المرض. الوصول: 30 نوفمبر 2020. مُعرِّف أنطولوجيا الأمراض: DOID:14695. لغة العمل أو لغة الاسم: الإنجليزية. تاريخ النشر: 27 مايو 2016.
2. ↑  "Cloning of the galactokinase cDNA and identification of mutations in two families with cataracts". Nature Genetics (بالإنجليزية) (3): 307–312. 1 Jul 1995. DOI:10.1038/NG0795-307.